# Piqeras
Piqeras (albanisch auch Piqerasi; griechisch Πικέρνη Pikerni) ist ein kleines Dorf in Südalbanien. Der Ort im Qark Vlora an der Albanischen Riviera gehörte bis 2015 zur Gemeinde Lukova, die dann der Bashkia Himara zugeteilt wurde.

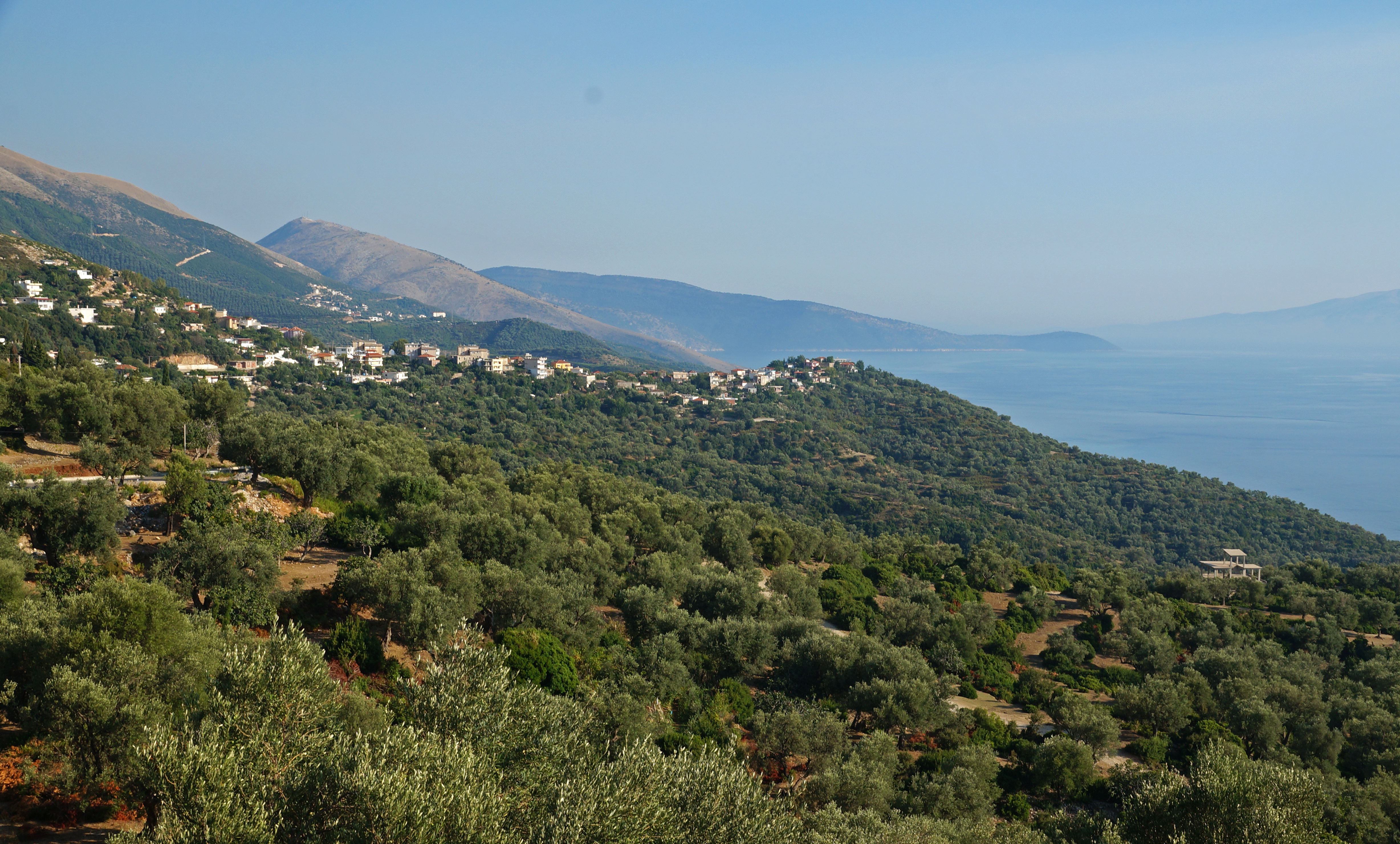
Das Dorf von Norden

## Geographie
Das Dorf liegt am Hang des Berges Maja e Plirit (769 m ü. A.) auf einer Terrasse in einer Höhe von rund 160–220 m ü. A. über dem Ionischen Meer etwas mehr als 25 Kilometer nördlich von Saranda und rund 25 Kilometer südlich von Himara. Die Nachbardörfer sind Borsh im Norden und Lukova im Süden sowie das kleine Sassaj drei Kilometer südöstlich.
Oberhalb der Küstenstraße Rruga shtetërore SH8, die das Dorf am oberen Rand passiert, liegt mehrheitlich unbebaubares Land mit Macchiegewächs, unterhalb der Straße liegen ausgedehnte Oliven- und Zitrus-Haine.
Gleich unterhalb der Nationalstraße liegt der Hauptplatz des Orts mit einem Lapidar, einer Quelle, das Kulturhaus mit der darin eingerichteten Kirche und mehreren Apparmentblocks aus kommunistischer Zeit. Im darunterliegenden Ortsteil finden sich noch zahlreiche alte Häuser mit historisch wertvollen architektonischen Elementen. Es gibt im Dorf eine Schule und eine Post, einige kleine Läden und Cafés.

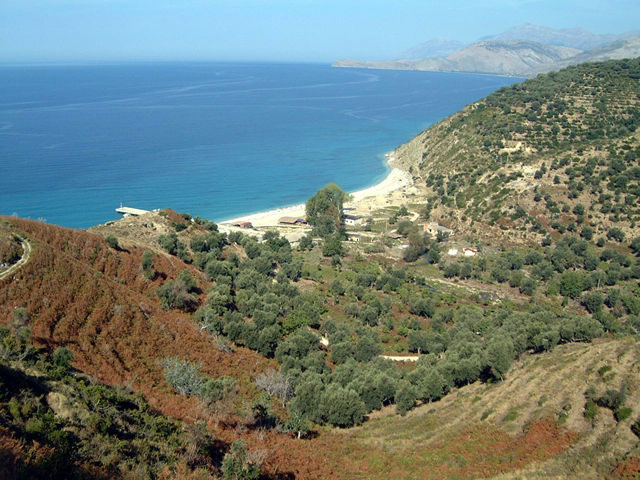
Bunec-Strand im Jahr 2004 vor der touristischen Erschließung

Südlich des Dorfes liegt der kleine Bunec-Strand. Wo sich heute ein kleiner Badestrand befindet, lag früher ein kleiner Pier für Boote, die regelmäßig nach Korfu und Italien fuhren. Später wurden Militäreinrichtungen und ein langer Betonpier errichtet. Hier hat sich in den letzten Jahren ein einfacher Badetourismus mit einigen Strandbars und einfachen Unterkünften entwickelt. Hierfür wurden die großen Artilleriebunker abgetragen.

## Bevölkerung
Bei Untersuchungen vor Ort im Jahr 1992 wurden in Piqeras 991 Einwohner gezählt. Die Mehrheit war albanisch-orthodox. Eine Minderheit von 100 Personen waren muslimische Albaner, 50 gehörten der griechischen Minderheit an.
Wie die ganze Küstenregion ist auch Piqeras in der Folgezeit von starker Abwanderung betroffen gewesen. Die Mehrheit der Bevölkerung emigrierte, vor allem nach Griechenland. Nur rund ein Viertel der Häuser sind noch bewohnt, mehrheitlich von alten Leuten.
| 1926 | 1945 | 1950 | 1960 | 1969 | 1979 | 1989 |
| ---- | ---- | ---- | ---- | ---- | ---- | ---- |
| 798  | 658  | 826  | 540  | 761  | 788  | 917  |

## Geschichte
Erstmals schriftlich erwähnt wurde das Dorf im Jahr 1431 als Pikerni, als es von den Osmanen erobert wurde. Damals lebten 42 Familien im Ort.
1551 wurden von Bewohnern aus dem Kurvelesh zwei neue Ortsteile gegründet.
Am 6. Dezember 1742 wurde der griechisch-orthodoxe Ort mit seinen 372 Einwohnern von der zum Islam bekehrten Bevölkerung von Borsh und Golëm im Kurvelesh überfallen. Nach sechstägigen blutigen Kämpfen im Ceraunischen Gebirge entschlossen sich Einwohner von Piqeras, unter der Obhut der albanischen Papas D. Demetrio Atanasi, D. Macario Nica Basiliano, D. Spiridione d’Andrea, D. Micheli Spiro d’Andrea, D. Giuani Nica, D. Macario Nica, ihren Heimatort zu verlassen. Während eine kleinere Gruppe in den angrenzenden Ort Lukova und Umgebung flüchtete, floh die größere Gruppe unter Führung der Papas über die südlichen Nachbarorte Lukova, Klikursi, Shën Vasil nach Nivica-Bubar, von wo aus sie über Korfu auf die Insel Othoni verschifften, die damals zur Republik Venedig gehörte. Unterwegs schlossen sich ihnen mehrere weitere Familien an. Als ihnen klar wurde, dass sie nicht mehr nach Piqeras zurückkehren und auf der Insel Othoni nicht bleiben konnten, entschlossen sie sich, in das „albanienfreundliche“ Königreich Neapel zu emigrieren. Vorher aber kehrten die Brüder De Martino heimlich nachts nach Piqeras zurück, um aus der Marienkirche des Klosters Krimarova die Ikone der Heiligen Maria Hodegetria (von altgriechisch : die die Richtung weist) zu holen. Sie sollte den Flüchtlingen den richtigen Weg weisen. Die Ikone befindet sich noch heute in der Kirche Santa Maria Assunta in Villa Badessa. Im Jahr 1743 erreichten 18 Familien (insgesamt 73 Personen) per Schiff Brindisi im damaligen Königreich Neapel, wo sie vom damaligen spanischen König von Neapel Karl VII. (als Karl III. König von Spanien) wohlwollend aufgenommen wurden und auf Kosten der Krone in Begleitung von zwei albanischen Offizieren (D. Costantin Blassi, D. Pati Gini) und einem Hilfsmajor (D. Demetrio di Micheli) in die Region Abruzzen transportiert wurden. Dort gründeten die Arbëresh (ethnischen Minderheit der Albaner in Italien) die Siedlung Badessa (heute die Fraktion Villa Badessa). Die erste Taufe wurde am 18. November 1743 in Badessa vollzogen.
Nordöstlich vom Dorf auf einer Höhe von 360 m ü. A. wurde 1625 das Kloster der Heiligen Maria von Krimarova (Manastir i Shën Mërisë së Krimarovës) gegründet. Die Klosterkirche aus dem Jahr 1972 ist ein nationales Kulturdenkmal. Im Ortszentrum wurde im 18. Jahrhundert, als Geschenk eines Hauptmanns Dhimitër Gjika aus Neapel, die Kirche Shën Thanasit errichtet. 1967 von den Kommunisten zerstört, wurde sie später im an seiner Stelle erbauten Kulturzentrum wiedererrichtet.
1856 gab es in Piqeras 60 christliche Häuser, deren Bewohner Griechisch und Arvanitika sprachen. Die Auswanderung aus Piqeras war insbesondere in der zweiten Hälfte des 19. und zu Beginn des 20. Jahrhunderts stark.
Zur Zeit des Kommunismus wurden Seefahrt und Viehzucht in der Region eingeschränkt. Bedeutung gewann vor allem der Anbau von Zitrusfrüchten, wozu die ganze Küstenregion von freiwilligen Jugendlichen terrassiert wurde. Piqeras, Sassaj und Lukova bildeten eine landwirtschaftliche Genossenschaft.

## Söhne und Töchter
- Vasil Laçi (* 15. September 1922 in Piqeras; † 27. Mai 1941 in Tirana durch Erhängen), albanischer Nationalheld, der versuchte Viktor Emanuel III., König von Italien (1900–1946), Kaiser von Abessinien (1936–1941) und König von Albanien (1939–1943) nach der Okkupation Albaniens durch das faschistische Italien am 17. Mai 1941 zu ermorden.[20][21]